# Pik Piramidalny
Der Pik Piramidalny (russisch Пик пирамидальный, „pyramidenförmiger Gipfel“) ist ein Berg in der Turkestankette in Zentralasien.
Der vergletscherte Berg befindet sich im östlichen Teil der Turkestankette an der Grenze zwischen Kirgisistan und Tadschikistan. Er ist mit einer Höhe von 5509 m der zweithöchste Berg der Turkestankette. Dominanz-Bezugspunkt ist der 43 km weiter östlich gelegene 5621 m hohe Pik Skalisty. Die Südost- und Westflanken des Pik Piramidalny liegen in der Provinz Sughd (Tadschikistan). Der nach Westen strömende Fluss Serafschan verläuft 13 km südlich. Die Nordostflanke befindet sich im kirgisischen Oblus Batken und gehört zum Einzugsgebiet der Isfara.

## Karten
- russ. Karte (Sowjetische Generalstabskarte 1:100.000)